# Contele Dooku
Contele Dooku din Serenno, cunoscut în Sith și drept Darth Tyranus, este un personaj fictiv din Războiul stelelor. Este un puternic maestru Jedi, ucenic al lui Yoda și mentorul lui Qui-Gon Jinn, dar și un puternic lord al Ordinului Sith, ucenic al lui Darth Sidious. În  filme și în Războiul stelelor: Războiul clonelor, el este interpretat de Christopher Lee.

## Biografie
Dooku este un fost Maestru Jedi, care a fost instruit de Yoda și ce l-a preluat pe Qui-Gon Jinn drept ucenic, care ulterior a devenit deziluzionat de Senatul Republicii Galactice și a apelat la partea întunecată a Forței, devenind un  Lord Sith și al doilea ucenic al lui Darth Sidious . El a jucat un rol important în planurile lui Sidious de a prelua galaxia, pornind războaiul civil al Republicii prin recrutarea vânătorului de recompense Jango Fett ca șablon pentru o armată de clone care va fi folosită de Republica și formând Confederația sistemelor independente, ce consta in numeroasele planete și sisteme care doreau să devină independente de Republica. Dooku a ocupat rolul de cap al Alianței Separatiste de-a lungul războaielor clonelor, până la întâlnirea morții sale la mâna lui Anakin Skywalker în Revenge of the Sith, care l-a decapitat la cerințele cancelarului Palpatine (în secret Darth Sidious), constatând astfel că lui Sidious nu i-a păsat niciodată de el și l-a folosit doar pentru a-și realiza planurile malefice. El a fost succedat de Anakin însuși, care a fost atras de partea întunecată la scurt timp și a devenit cel de-al treilea ucenic al lui Sidious, Darth Vader, realizând ceea ce Dooku nu a putut: ajutându-l pe Palpatine să șteargă Ordinul Jedi și să formeze Imperiul Galactic.

### Familia
- Contele Gora - tata
- Contesa Anya - mama
- Contele Ramil - frate
- Jenza - sora[3]